# WE리그
WE리그(ウィーリーグ 위 리그[*])는 일본 여자 축구의 최상위 리그로 공익재단법인 일본축구협회(JFA)와 공익사단법인 WE리그가 공동으로 주최한다. 또한 2024-25 시즌부터 2시즌동안 SOMPO 홀딩스와 타이틀 파트너 계약을 체결하면서 공식 명칭은 SOMPO WE리그(ソンポウィーリーグ)로 운영되며 과거 일본 여자 축구 최상위 리그였던 나데시코 리그와의 승강제는 현재까지도 실시되지 않고 있다.

## 개요
일본 축구 협회(JFA)는 기존의 여자 축구 리그전으로 일본 여자 축구 리그(나데시코리그)를 운영해왔으나, 이를 한층 발전시켜 여자 프로 축구 선수를 중심으로 한 클럽 주도형 리그를 새롭게 창설하는 방안을 구상하였다. 2019년 9월, 전 일본 여자 축구 국가대표(나데시코 재팬) 감독이자 JFA 이사인 사사키 노리오를 실장으로 하는 ‘여자 신리그 설립 준비실’을 발족하였고, 검토 결과 2020년 6월에 리그 창설을 공식 발표하였다. 2020년 7월, 초대 대표이사(이하 ‘체어’)로 오카지마 기쿠코가 취임하였다.
리그 명칭인 ‘WE’는 Women Empowerment(여성의 권한 강화)의 약자로, JFA는 “여자 축구와 스포츠를 통해 꿈과 다양한 삶의 방식을 실현하고, 한 사람 한 사람이 빛나는 사회의 실현과 발전에 기여한다”는 이념을 함께 제시하고 있다.
초기 참가 팀 수는 약 6~10개 팀으로 예상되었으며, 리그 및 각 클럽의 안정화를 위해 당분간 강등 없이 신규 클럽의 참가만 허용하는 확장형 방식을 도입하였다. 시즌은 9월 개막, 5월 종료의 추계-춘계제로 운영되며, 홈 앤드 어웨이 방식의 풀리그제로 운영된다.
기존의 나데시코리그는 WE리그 출범 이후에도 아마추어 여자 축구의 최상위 리그로서 계속 유지된다.
2021년 7월 1일부로 리그 운영 조직은 일반사단법인에서 공익사단법인으로 전환되었다. 2022년 9월 29일에는 다카다 하루나가 2대 체어로 취임하였다.
2023-24 시즌부터는 리그 영상 및 사진 이용에 관한 특별 규정이 적용되었다.
2024년 9월 26일, 3대 체어로 J리그의 노노무라 요시카즈가 취임하였으며, 부이사장에는 일본 축구 협회 회장 미야모토 쓰네야스가 임명되었다.

## 참가 클럽
| 클럽명                                 | 호칭                                | 연고지     | 홈구장                                           | 이전 소속 리그 | 참가 시즌 |
| -------------------------------------- | ----------------------------------- | ---------- | ------------------------------------------------ | -------------- | --------- |
| 마이나비 센다이 레이디스               | 마이나비 센다이                     | 미야기현   | 유아텍 스타디움                                  | 나데시코 1부   | 2021-22   |
| 우라와 레드 다이아몬즈 레이디스        | 미쓰비시중공업 우라와 레즈 레이디스 | 사이타마현 | 우라와 고마바 스타디움                           | 나데시코 1부   | 2021-22   |
| 오미야 아르디자 VENTUS                 | 오미야 아르디자 VENTUS              | 사이타마현 | NACK5 스타디움 오미야                            | 신설           | 2021-22   |
| AS 엘펜 사이타마                       | 치후레 AS 엘펜 사이타마             | 사이타마현 | 구마가야 스포츠 문화공원 육상경기장              | 나데시코 2부   | 2021-22   |
| 제프 유나이티드 이치하라 지바 레이디스 | 제프 지바 레이디스                  | 지바현     | 후쿠다 전자 아레나                               | 나데시코 1부   | 2021-22   |
| 닛테레 도쿄 베르디 벨레자              | 닛테레 도쿄 베레자                  | 도쿄도     | 아지노모토 필드 니시가오카                       | 나데시코 1부   | 2021-22   |
| 노지마 스텔라 가나가와 사가미하라      | 노지마 스텔라 가나가와 사가미하라   | 가나가와현 | 사가미하라 기온 스타디움                         | 나데시코 1부   | 2021-22   |
| AC 나가노 파르세이루 레이디스          | AC 나가노 파르세이로 레이디스       | 나가노현   | 나가노 U 스타디움                                | 나데시코 2부   | 2021-22   |
| 알비렉스 니가타 레이디스               | 알비렉스 니가타 레이디스            | 니가타현   | 덴카 빅 스완 스타디움 니가타 니가타시 육상경기장 | 나데시코 1부   | 2021-22   |
| 세레소 오사카 얀마 레이디스            | 세레소 오사카 얀마 레이디스         | 오사카부   | 요도코 사쿠라 스타디움                           | 나데시코 1부   | 2023-24   |
| INAC 고베 레오네사                     | INAC 고베 레오네사                  | 효고현     | 노에비어 스타디움 고베                           | 나데시코 1부   | 2021-22   |
| 산프레체 히로시마 레지나               | 산프레체 히로시마 레지나            | 히로시마현 | 에디온 피스 윙 히로시마                          | 신설           | 2021-22   |

## 우승
| 시즌    | ● 우승                                    | ● 준우승                            | ● 3위                     | 클럽 수 |
| ------- | ----------------------------------------- | ----------------------------------- | ------------------------- | ------- |
| 2021-22 | INAC 고베 레오네사 (1회)                  | 미쓰비시중공업 우라와 레즈 레이디스 | 닛테레 도쿄 베르디 벨레자 | 11      |
| 2022-23 | 미쓰비시중공업 우라와 레즈 레이디스 (1회) | INAC 고베 레오네사                  | 닛테레 도쿄 베르디 벨레자 | 11      |
| 2023-24 | 미쓰비시중공업 우라와 레즈 레이디스 (2회) | INAC 고베 레오네사                  | 닛테레 도쿄 베르디 벨레자 | 12      |
| 2024-25 |                                           |                                     |                           | 12      |

## 같이 보기
- 일본 축구 협회
- 일본의 축구 리그 시스템
- 특별 지정 선수